# لويس أوبيرت
لويس أوبيرت (بالفرنسية: Louis Aubert)‏ 19 فيبراير 1877 - 9 يناير 1968 في باريس ، كان ملحن فرنسي ، درس الغناء في معهد الموسيقى والعزف على آلة البيانو والتلحين ، والأخيرة عند غابرييل فوري ، استمر بعدها في معهد الموسيقى وعمل لصالح الإذاعة الفرنسية كناقد .

## روابط خارجية
- لويس أوبيرت على موقع IMDb (الإنجليزية)
- لويس أوبيرت على موقع ميوزك برينز (الإنجليزية)
- لويس أوبيرت على موقع أول ميوزيك (الإنجليزية)
- لويس أوبيرت على موقع ديسكوغز (الإنجليزية)
- لويس أوبيرت على موقع أوليمبيديا (الإنجليزية)